# Pedro de Valdivia
Pedro de Valdivia, född omkr. 1497-1500 i Castuera i Badajoz i Extremadura i Spanien, död 24 december 1553 i Tucapel i Biobío i Chile, var en spansk conquistador. År 1537 deltog han på Francisco Pizarros sida i kriget mot Diego de Almagro. Efter det ledde han den spanska erövringen av Chile 1540. Den 12 februari 1541 grundade han Chiles kommande huvudstad Santiago. Han står också som grundare av de chilenska städerna Concepción och Valdivia. Han besegrades av mapuche-indianerna 1553 i Araucokriget och dödades av Lautaro.
Asteroiden 2741 Valdivia är uppkallad efter honom.